# Hrib, Preddvor
Hrib je naselje v Občini Preddvor.